# India danese
India danese (in lingua danese: Dansk Østindien) è un'espressione con cui si indicano le ex colonie della Danimarca in India. Esse comprendevano le città di Tharangambadi (o Tranquebar) nell'odierno stato del Tamil Nadu, Serampore nell'odierno Bengala Occidentale e le Isole Nicobare, attualmente parte del Territorio dell'Unione delle Isole Andamane e Nicobare in India.

## Storia
Le colonie danesi in India furono fondate dalla Compagnia danese delle Indie Orientali (Asiatisk Kompagni der Dansk Østindien), che fu attiva dal XVII al XIX secolo. La capitale della colonia danese era Fort Dansborg presso Tranquebar, stabilita nel 1620, sulla costa del Coromandel. Nel 1734 fu acquistato l'emporio bengalese di Serampore, già frequentato dai Danesi dal 1676, che due anni dopo divenne la sede del governo generale dell'India danese.
I Danesi stabilirono anche parecchi avamposti commerciali, governati da Tranquebar:
- 1696 - 1722: Oddeway Torre sulla costa di Malabar.
- 1698 - 1714: Dannemarksnagore presso Gondalpara, a sud-est di Chandernagore.
- 1752 - 1791: Calicut.
- Ottobre 1755: Frederiksnagore presso Serampore, nell'odierno Bengala Occidentale; governatorato generale.
- 1754 - 1756, 1757-1785: le Isole Nicobare sotto il nome Frederiksøerne.
- 1763: Balasore (già occupata nel 1636-1643).

Nel 1779 essa fu ceduta al governo dalla compagnia che aveva avuto la concessione e divenne una colonia della corona danese.
Nel 1789 le Isole Andamane divennero un possedimento britannico. Durante le Guerre napoleoniche, i Britannici attaccarono le navi danesi e devastarono gli scambi dell'India occupata dalla Compagnia danese delle Indie Orientali; dal maggio 1801 all'agosto 1802 e dal 1808 al 20 settembre 1815 i Britannici occuparono perfino Dansborg e Frederiksnagore.

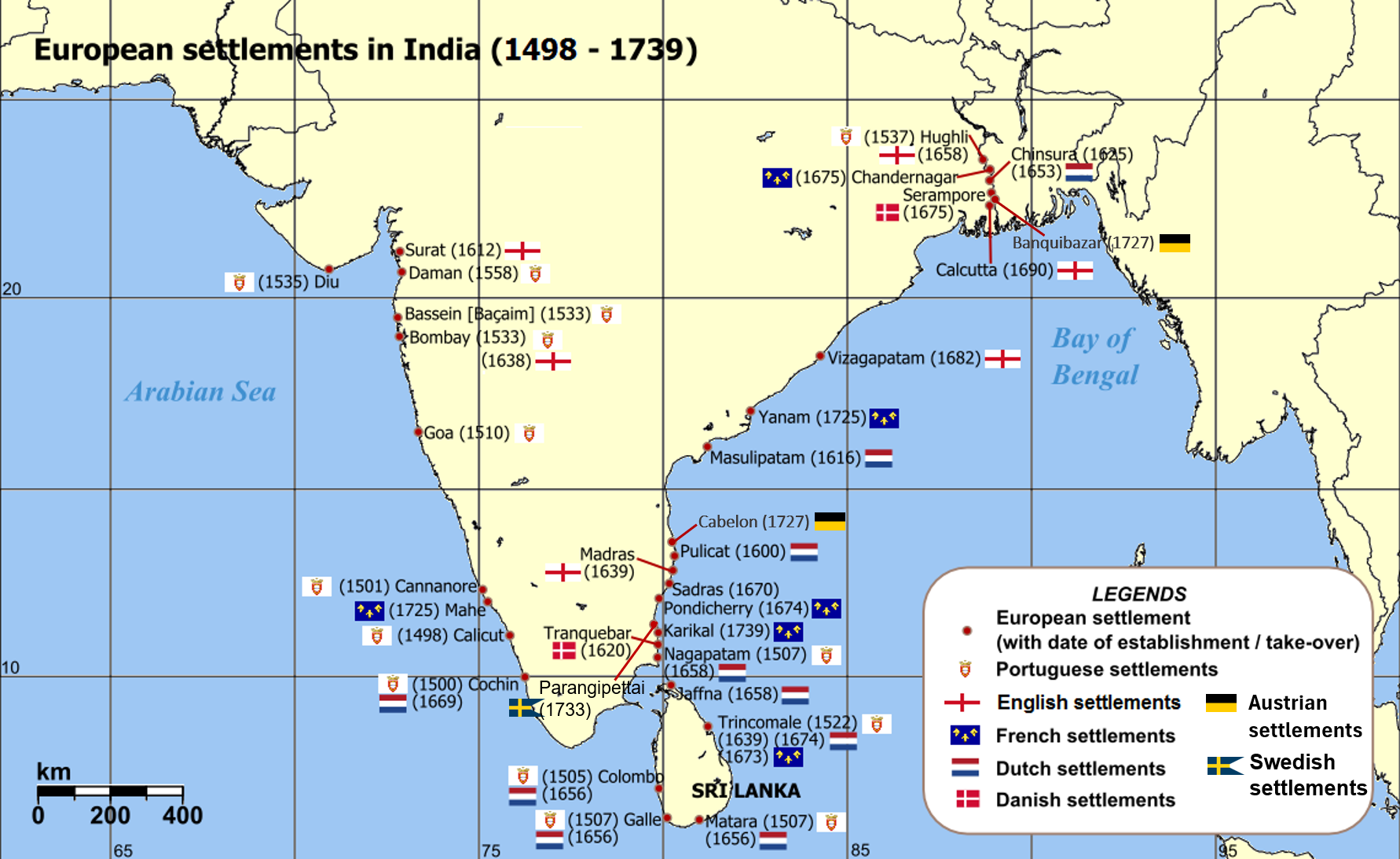
Insediamenti danesi e di altre nazioni europee in India.

Le colonie danesi caddero in declino e alla fine i Britannici se ne impadronirono, rendendole parte dell'India britannica: Serampore fu venduta ai Britannici nel 1839, Tranquebar e la maggior parte degli insediamenti minori nel 1845 (11 ottobre 1845 venduta Frederiksnagore; 7 novembre 1845 venduti gli altri insediamenti coloniali dell'India danese); il 16 ottobre 1869 furono ugualmente ceduti ai Britannici tutti i diritti danesi sulle Isole Nicobare (Nancowry), che a partire dal 1848 erano state gradualmente abbandonate.